# Charaxes hierax
Charaxes hierax är en fjärilsart som beskrevs av Felder 1866. Charaxes hierax ingår i släktet Charaxes och familjen praktfjärilar. Inga underarter finns listade i Catalogue of Life.